# Mammea timorensis
Mammea timorensis är en tvåhjärtbladig växtart som beskrevs av Kostern.. Mammea timorensis ingår i släktet Mammea och familjen Calophyllaceae. Inga underarter finns listade i Catalogue of Life.